# José Francisco Sanmartín y Aguirre
José Francisco Sanmartín y Aguirre (Valencia, 5 de enero de 1848-Madrid, 17 de noviembre de 1901) fue un escritor y periodista español.

## Biografía
Nació en el Grao el 5 de enero de 1848. En Valencia fue redactor de El Universo y La Traca, además de fundador de El Recreo de las Familias (1871), y en Tarragona dirigió El Orden. En Madrid colaboró en numerosos periódicos, especialmente literarios, y cultivó la novela, el teatro y la poesía lírica, tanto en lengua castellana como en valenciana, alcanzando en la segunda varios premios en certámenes y juegos florales. Su firma apareció en Tabal y Dolzayna, Los Niños, La Primera Edad, La Ilustración Española, Barcelona Cómica, Iris y Nuevo Mundo, entre otros periódicos. Falleció en Madrid el 17 de noviembre de 1901.